# Szardínia-rali

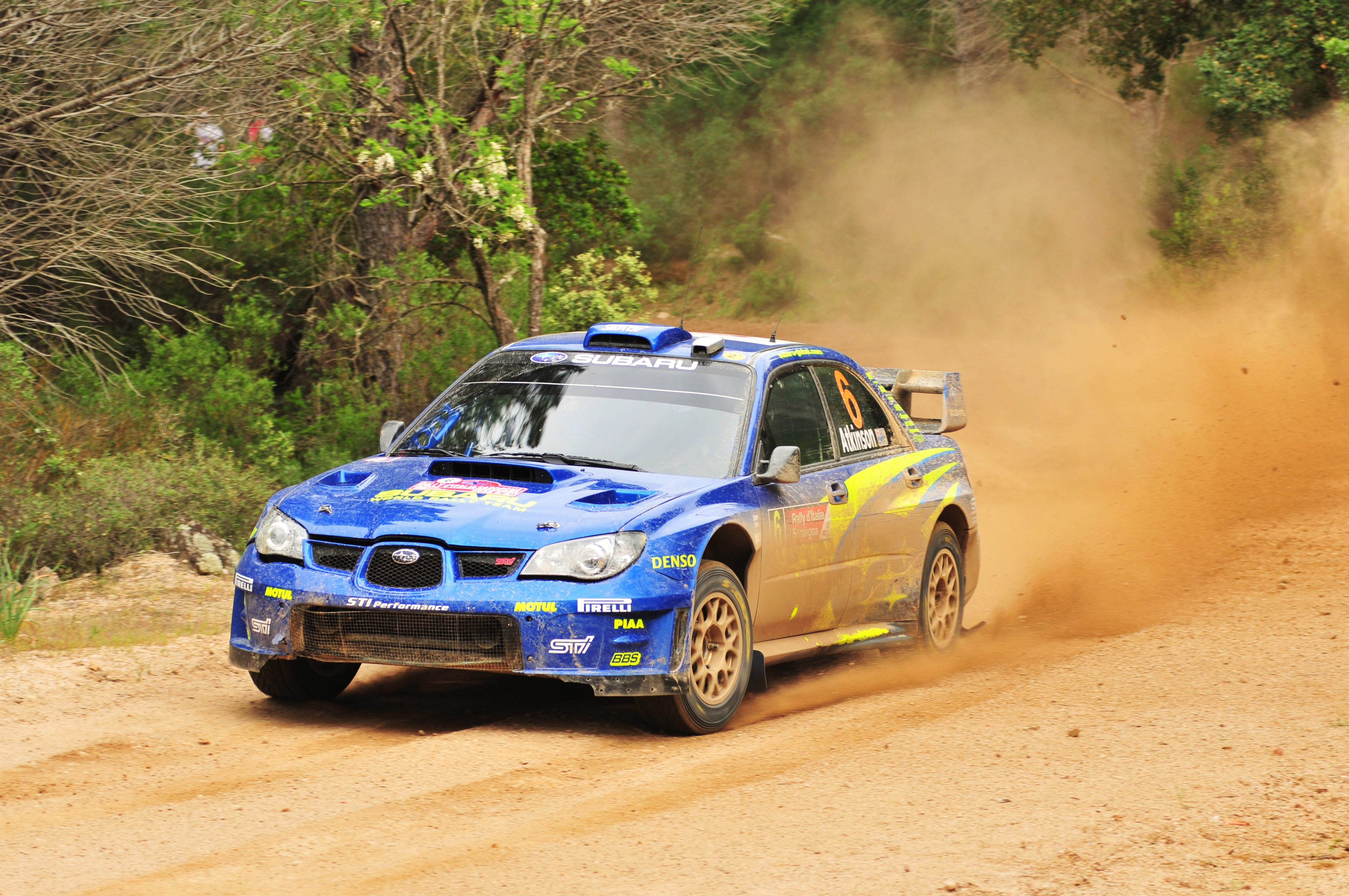
Chris Atkinson a 2008-as versenyen

A Szardínia-rali (hivatalos nevén: Rally d'Italia Sardegna) egy raliverseny Olaszországban, Szardínia szigetén. Első alkalommal 2004-ben került megrendezésre, azóta a 2010-es évet leszámítva, a rali-világbajnokság része. A Sanremo-ralit váltotta a világbajnokság versenynaptárában mint másik olasz helyszín.

## Győztesek
| Szezon | Megnevezés                          | Versenyző          | Navigátor         | Autó                   |
| ------ | ----------------------------------- | ------------------ | ----------------- | ---------------------- |
| 2004   | 1º Supermag Rally d'Italia Sardinia | Petter Solberg     | Phil Mills        | Subaru Impreza WRC2004 |
| 2005   | 2º Supermag Rally d'Italia Sardinia | Sébastien Loeb     | Daniel Elena      | Citroën Xsara WRC      |
| 2006   | 3º Rally d'Italia Sardinia          | Sébastien Loeb     | Daniel Elena      | Citroën Xsara WRC      |
| 2007   | 4º Rally d'Italia Sardinia          | Marcus Grönholm    | Timo Rautiainen   | Ford Focus RS WRC 06   |
| 2008   | 5º Rally d'Italia Sardinia          | Sébastien Loeb     | Daniel Elena      | Citroën C4 WRC         |
| 2009   | 6º Rally d'Italia Sardinia          | Jari-Matti Latvala | Miikka Anttila    | Ford Focus RS WRC 08   |
| 2010   | 7º Rally d'Italia Sardinia          | Juho Hänninen      | Mikko Markkula    | Škoda Fabia S2000      |
| 2011   | Rally Italia Sardegna 2011          | Sébastien Loeb     | Daniel Elena      | Citroën DS3 WRC        |
| 2012   | Rally Italia Sardegna 2012          | Mikko Hirvonen     | Jarmo Lehtinen    | Citroën DS3 WRC        |
| 2013   | Rally Italia Sardegna 2013          | Sébastien Ogier    | Julien Ingrassia  | Volkswagen Polo R WRC  |
| 2014   | Rally Italia Sardegna 2014          | Sébastien Ogier    | Julien Ingrassia  | Volkswagen Polo R WRC  |
| 2015   | Rally Italia Sardegna 2015          | Sébastien Ogier    | Julien Ingrassia  | Volkswagen Polo R WRC  |
| 2016   | 13º Rally Italia Sardegna           | Thierry Neuville   | Nicolas Gilsoul   | Hyundai i20 WRC        |
| 2017   | 14° Rally Italia Sardegna 2017      | Ott Tänak          | Martin Järveoja   | Ford Fiesta WRC        |
| 2018   | 15°Rally Italia Sardegna            | Thierry Neuville   | Nicolas Gilsoul   | Hyundai i20 Coupe WRC  |
| 2019   | 16. Rally Italia Sardegna           | Dani Sordo         | Carlos del Barrio | Hyundai i20 Coupe WRC  |
| 2020   | 17. Rally Italia Sardegna 2020      | Dani Sordo         | Carlos del Barrio | Hyundai i20 Coupe WRC  |
| 2021   | Rally Italia Sardegna 2021          | Sébastien Ogier    | Julien Ingrassia  | Toyota Yaris WRC       |
| 2022   | Rally Italia Sardegna 2022          | Ott Tänak          | Martin Järveoja   | Hyundai i20 N Rally1   |
| 2023   | Rally Italia Sardegna 2023          | Thierry Neuville   | Martijn Wydaeghe  | Hyundai i20 N Rally1   |
| 2024   | Rally Italia Sardegna 2024          | Ott Tänak          | Martin Järveoja   | Hyundai i20 N Rally1   |
| 2025   | Rally di Sardegna 2025              | Sébastien Ogier    | Vincent Landais   | Toyota GR Yaris Rally1 |

A nem Rali-világbajnoki futamok dőlttel jelölve.

## Külső hivatkozások
- Hivatalos honlap